# Poderes das Trevas (Islândia)
Poderes das Trevas (em islandês: Makt Myrkranna) é um livro islandês de 1901 de Valdimar Ásmundsson que afirma ser uma tradução de Drácula, de Bram Stoker. Foi baseado em uma adaptação anterior de Drácula, a adaptação sueca do mesmo nome por "A—e" (em sueco:  Mörkrets makter). Difere significativamente de Drácula publicado em inglês e quase certamente é uma tradução de um rascunho inicial do romance de Stoker.

## Makt Myrkranna
Entre janeiro de 1900 – março de 1901, Drácula foi serializado no jornal de Reykjavik, Fjallkonan (Dama da Montanha) sob o título Makt Myrkranna (Poderes das Trevas). Ásmundsson, creditado como o tradutor islandês, era o marido de Bríet Bjarnhéðinsdóttir, a editora do Fjallkonan na época. Em 1901, Ásmundsson publicou Makt Myrkranna em Reykjavik com a editora listada apenas como Nokkrir Prentarar ("várias editoras"). Ainda não se sabe quem realmente publicou o livro. A parte 1 de Makt Myrkranna, que consiste nas páginas 5–167, diz respeito à visita de Thomas Harker (como Jonathan Harker é renomeado aqui) no Castelo Drácula, na Transilvânia, enquanto a Parte 2, que consiste nas páginas 168–210, diz respeito ao resto de Drácula. Incluído em Makt Myrkranna estava um prefácio que afirmava ter sido escrito por Stoker datado de agosto de 1898, mais de um ano após a publicação de Drácula na Inglaterra em maio de 1897.

## Prefácio do autor
O prefácio do autor (islandês: Formáli höfundarins) afirma que o romance é baseado em um "manuscrito misterioso" e os eventos de Drácula foram de fato reais com os nomes dos personagens alterados apenas para proteger sua privacidade. O prefácio foi ignorado pelos estudiosos internacionais até 1986, quando foi descoberto pelo estudioso Richard Dalby, que o traduziu para o inglês. O prefácio de Makt Myrkranna tem sido citado em artigos mas nunca foi incluído em nenhuma das edições em inglês de Drácula antes de 2017. O prefácio descreve os assassinatos cometidos por Jack, o Estripador (no prefácio: Jakobs kviðristara) entre 1888 e 1891 como tendo ocorrido "na memória do público". A tradução de Dalby os compara ao trabalho de outro criminoso que "entrou na história um pouco mais tarde". A tradução de Hans de Roos inverte a ordem desses eventos: "Esta série de crimes... criou... tanto horror... quanto os infames assassinatos de Jack, o Estripador, que ocorreram pouco tempo depois." Mais tarde na história, o conde menciona "mulheres massacradas encontradas em sacos, à deriva no Tamisa", uma alusão aos Assassinatos dos Torsos do Tâmisa entre 1887 e 1889.
O prefácio do autor diz:
O leitor desta história logo entenderá como os eventos descritos nestas páginas foram gradualmente reunidos para formar um todo lógico. Além de exercitar pequenos detalhes que considero desnecessários, deixei que as pessoas envolvidas relatassem suas experiências à sua maneira; mas por razões óbvias mudei os nomes das pessoas e lugares envolvidos. Em todos os outros aspectos, deixo o manuscrito inalterado, em deferência aos desejos daqueles que consideram seu dever apresentá-lo aos olhos do público.
Estou bastante convencido de que não há dúvida de que os eventos descritos realmente ocorreram, por mais inacreditáveis e incompreensíveis que possam parecer à primeira vista.
E estou ainda convencido de que eles sempre devem permanecer até certo ponto incompreensíveis, embora pesquisas contínuas em psicologia e ciências naturais possam nos próximos anos fornecer explicações lógicas para tais acontecimentos estranhos, que no momento nem os cientistas nem a polícia secreta podem entender.
...As mentes de várias pessoas vão voltar para o notável grupo de estrangeiros que por muitas temporadas desempenhou um papel deslumbrante na vida da aristocracia aqui em Londres: e alguns vão lembrar que um deles desapareceu repentinamente sem motivo aparente, deixando nenhum vestígio.

Todas as pessoas que, voluntária ou involuntariamente, desempenharam um papel nesta história notável são geralmente conhecidas e muito respeitadas. Tanto Jonathan Hawker e sua esposa (que é uma mulher de caráter) quanto o Dr. Seward são meus amigos há muitos anos, e nunca duvidei que eles estivessem dizendo a verdade; e o cientista altamente respeitado que aparece aqui sob um pseudônimo também será famoso em todo o mundo educado por seu nome real, que não desejei especificar, para ser escondido das pessoas - muito menos daqueles que aprenderam a valorizar e respeitem seu gênio e suas realizações, pois eles aderem às suas visões de vida não mais do que eu. Mas, em nossos tempos, deve estar claro para todos os homens de pensamento sério que "há mais coisas no céu e na terra/do que sonha sua filosofia". Londres, agosto de 1898."

## Recepção deMakt myrkrannana Islândia
Na Islândia, Makt myrkranna recebeu apenas uma crítica contemporânea – e foi negativa. Em 1906, Benedikt Björnsson (1879–1941) escreveu. 
Sem dúvida, na maior parte é um lixo sem valor e às vezes ainda pior do que sem valor, completamente desprovido de poesia e beleza e muito distante de qualquer verdade psicológica. 

"Fjallkonan" apresentou vários tipos de lixo, incluindo uma longa história, "Poderes das Trevas". Teria sido melhor deixar essa história sem ser escrita, e não consigo ver que tal absurdo tenha enriquecido nossa literatura.
 Björnsson era de uma geração mais jovem que Valdimar e temia que a tradução de ficção sensacionalista "barata" do exterior pudesse substituir a própria produção literária da Islândia, incluindo a sua.
Apesar da falta de críticas positivas, Makt myrkranna se tornou um nome familiar na Islândia depois que Drácula com Bela Lugosi (1931) foi exibido em um cinema de Reykjavik em 1932; tornou-se o nome genérico de toda uma série de filmes de vampiros.
O islandês Prêmio Nobel, Halldór Laxness (1902–1998) ficou fortemente impressionado com a edição islandesa de Drácula: "E não se esqueça de Makt Myrkranna (Bram Stoker) com o famoso morto-vivo Conde Drácula nos Cárpatos, que não era menos popular do que hoje; um dos melhores redatores do país foi contratado para traduzir o romance: Valdimar Ásmundsson." O próprio romance de Halldór, Kristnihald undir Jökli (1968), foi amplamente baseado em Makt mykranna.
O burburinho em torno da tradução para o inglês de De Roos também despertou um novo interesse pelo romance na Islândia.

## Descoberta
Em 2014, o estudioso holandês Hans Corneel De Roos notou pela primeira vez que a versão islandesa de Drácula não era de fato uma tradução, mas sim um romance muito diferente da versão de Stoker. Em 2017, De Roos traduziu Makt Myrkranna para o inglês sob o título Powers of Darkness The Lost Version of Dracula. A descoberta das diferenças entre os romances gerou muito debate com três teorias sendo oferecidas:
- Ásmundsson mudou a história de Drácula ao traduzi-la para o islandês.[3]
- Stoker forneceu a Ásmundsson um primeiro rascunho de Drácula que ele optou por não usar na versão publicada em 1897. Apoiando a "teoria do primeiro rascunho" está o fato de que a viúva de Stoker tinha uma obsessão por processar pessoas que usaram Drácula sem sua permissão, mas Ásmundsson nunca foi processado, apesar das diferenças entre Makt Myrkranna e Drácula.[18]
- Uma visão de síntese sustenta que Makt Myrkranna é o resultado de Ásmundsson mudando o livro e que ele usou um primeiro rascunho rejeitado de Drácula.[3]

## Diferenças entreDráculaePoderes das Trevas
O enredo de Makt Myrkranna é essencialmente o mesmo de Drácula, embora as diferenças entre Drácula e Makt Myrkranna tenham sido muito comentadas. Muitos dos personagens tinham nomes diferentes, o livro era mais curto e havia mais ênfase na sexualidade dos personagens em Makt Myrkranna. Roos escreveu: "Embora Drácula tenha recebido críticas positivas na maioria dos jornais da época... o romance original pode ser tedioso e sinuoso...Poderes das Trevas, em contraste, é escrito em um estilo conciso e contundente; cada cena contribui para o andamento da trama". Stoker em Drácula faz o conde falar favoravelmente dos berserkers vikings da Islândia como guerreiros sedentos de sangue que eram o terror da Europa, Ásia e África, que Ásmundsson removeu. Stoker também deu a Drácula a habilidade de se transformar em qualquer animal que quisesse, o que foi removido por Ásmundsson, embora a inspiração para esse poder de Drácula tenha vindo do folclore islandês, que Stoker aprendeu lendo O Livro dos Lobisomens de Sabine Baring-Gould, que viveu na Islândia por um tempo.
Apesar do prefácio do autor falar de seu "amigo" Jonathan Harker, em Makt Myrkranna, ele se chama Thomas Harker, Mina Harker se torna Wilma Harker e Lucy Westenra é renomeada como Lucy Western. Apenas o Conde Drácula não foi renomeado. Wilma Harker é descrita tendo ido a Viena para ser tratada pelo Dr. Sigmund Freud, um aspecto de sua história de fundo que não aparece em Drácula. Drácula é um romance epistolar; em contraste, Makt Myrkranna tem um narrador onisciente na Parte II. O romancista americano Colin Fleming argumentou que as referências frequentes à mitologia nórdica e à literatura escandinava em Makt Myrkranna foram a contribuição de Ásmundsson para a história, e não de Stoker. Fleming observou que em Drácula, Stoker trabalhou em referências sexuais sutis para servir como metáforas para "...conceitos mais profundos e sombrios: a ideia de um anticristo, a sucção de sangue servindo como uma inversão infernal e convincente de comunhão. Makt Myrkranna, inversamente , poderia ter o subtítulo Luxúria em uma Capa". Em Makt Myrkranna, Harker tem uma obsessão por seios, pois fala com frequência do "seio" de várias mulheres que encontra na Transilvânia.
Uma das principais diferenças entre Drácula e Makt Myrkranna é que a maior parte do último diz respeito à estada de Harker no Castelo Drácula com a história que compõe a maioria de Drácula aparecendo apenas em uma forma muito abreviada. A visita de Harker à Transilvânia ocupa 80% de Makt Myrkranna. O romancista canadense Michael Melgaard em uma crítica descreveu Makt Myrkranna como sendo mais uma "queima lenta", já que Harker leva muito tempo para perceber que é um prisioneiro de Drácula; em contraste, em Drácula, ele percebe quase imediatamente que é um prisioneiro. As experiências de Harker no Castelo Drácula são mais viscerais e intensas em Makt Myrkranna. Por exemplo, em Drácula, Harker encontra as ruínas de uma capela que ele descreve como "evidentemente usada como cemitério" que se torna uma sala cheia de cadáveres em decomposição e marcas ocultas em Makt Myrkranna. Outra experiência para Harker não encontrada em Drácula inclui encontrar o corpo de uma camponesa morta por Drácula e assistir o conde realizar uma missa negra que termina em sacrifício humano.
Lord Arthur Holmwood em Makt Myrkranna tem uma irmã chamada Mary que não aparece em Drácula. As Noivas de Drácula não aparecem em Makt Myrkranna como Drácula, pois tem apenas uma companheira feminina, a bela e sedutora Josephine. Um dos heróis de Drácula, Dr. John Seward, enlouquece em Makt Myrkranna como resultado dos horrores cometidos por Drácula, enquanto o paciente perturbado de Seward, Renfield, não aparece em Makt Myrkranna. Drácula é mais desenvolvido como personagem em Makt Myrkranna e está em contato com vários governos no que é sugerido como uma tentativa de dominar o mundo. Em Makt Myrkranna, Drácula mostra fortes tendências nietzschianas ao falar de seu desprezo pelo cristianismo por venerar os fracos em vez dos fortes, e declara que sua intenção é fazer o mundo inteiro "curvar-se diante dos fortes". O darwinismo social era uma ideologia popular na década de 1890, e muito da retórica que Drácula usa em Makt Myrkranna reflete temas darwinistas sociais, já que ele declara repetidamente seu desprezo pelos fracos que existem apenas para servir aos fortes; neste caso, literalmente, como Drácula e seus companheiros vampiros vivem do sangue de humanos fracos demais para se defender. Em Makt Myrkranna, Drácula não foge de volta para a Transilvânia, mas é morto em sua casa em Londres por um bando de heróis liderados pelo Dr. Van Helsing.
Em Makt Myrkranna, há um detetive parecido com Sherlock Holmes chamado Inspetor Barrington que investiga os assassinatos cometidos por Drácula, que não aparece em Drácula. Em Makt Myrkranna, Drácula vem para a Inglaterra não sozinho, mas com uma mulher surda-muda que aparentemente é sua escrava e junto com outra bela vampira aristocrática, Josephine, que ostenta sua sexualidade. Josephine é descrita como tendo seu "pescoço e parte superior do peito revelados" enquanto usava um "colar de diamantes brilhantes", sobre quem Harker acha "algo indecente", apesar de sua evidente atração por ela. Mais notavelmente, Drácula não vive em uma propriedade no interior de Essex, mas sim em uma velha mansão decadente no East End de Londres. O estudioso britânico Clive Bloom observou que, quando Stoker começou a escrever o romance que se tornou Drácula, ele imaginou a residência inglesa de Drácula como uma mansão no East End que já havia visto dias melhores, e apenas mudou a casa inglesa de Drácula para uma mansão refinada no campo em o rascunho final de Drácula que foi escrito no início de 1897. Bloom argumentou que o fato de Drácula em Makt Myrkranna viver em uma mansão decadente em Londres inteiramente consistente com a visão original de Stoker sugere fortemente que Makt Myrkranna é baseado em um rascunho inicial do romance.
O biógrafo de Stoker, David J. Skal, também argumentou que Ásmundsson baseou sua tradução em um rascunho inicial abandonado de Drácula, observando que as anotações de Stoker enquanto ele escrevia Drácula mostravam que ele imaginava o inspetor Barrington como um dos heróis do livro, apenas para eliminá-lo depois quando ele atribuiu seu papel na trama ao Dr. Abraham Van Helsing. Como o inspetor Barrington não é um personagem de Drácula, Ásmundsson poderia não saber dele, o que prova que ele estava de fato usando um rascunho inicial de Drácula como sua fonte, que ele obteve direta ou indiretamente por meio da serialização de Mörkrets makter. As anotações de Stoker mostraram que ele imaginou Drácula como tendo uma escrava governanta muda e surda, que não fez o corte final em Drácula, mas que aparece como um personagem em Makt Myrkranna, o que é mais uma evidência de que o material original de Makt Myrkranna foi um dos primeiros rascunhos. Da mesma forma, as anotações de Stoker mostram que ele queria que Drácula fosse sempre o último convidado a chegar em um jantar, um traço de personalidade que ele exibe em Makt Myrkranna, mas não em Drácula, o que é mais uma confirmação da "teoria do primeiro rascunho".

## Tradução colaborativa
Como De Roos não falava islandês quando descobriu o texto completo de Makt myrkranna, ele dividiu o texto em 25 partes de ca. 2,000 palavras e montou uma equipe de falantes nativos de islandês, que traduziram estas seções para o inglês: Aldís Birna Björnsdottir, Anja Kokoschka, Arna Sif Thorgeirsdottir, Ásdís Rut Guðmundsdóttir, Hafrún Kolbeinsdóttir, Ingibjörg Bragadóttir, Hans Ágústsson, Herbert Pedersen, Hildur Lofts, Hjörtur Jónasson, Lára Kristín Pedersen, María Skúladóttir, Sigrún Birta Kristinsdóttir, Sigrún Ósk Stefánsdóttir, Sædís Alda Karlsdóttir, Tinna María Ólafsdóttir, Vilborg Halldórsdóttir, e Vildís Hallsdóttir. Depois de verificar os resultados da primeira rodada, De Roos organizou uma segunda rodada e, em seguida, reuniu os problemas de tradução restantes, que resolveu com a ajuda de outros voluntários, o Cleasby & Vigfusson Old Norse to English Dictionary e o Instituto Árni Magnússon para Estudos Islandeses. Pienette Coetzee e Lounette Loubser ajudaram a dar ao resultado em inglês um fluxo de inglês nativo. Outras rodadas de edição seguiram com a ajuda de Allison Devereux e John Edgar Browning. Nesse sentido, esse foi um exemplo de tradução colaborativa. Em cada etapa, porém, De Roos manteve a palavra final.

## Últimos desenvolvimentos
Em fevereiro de 2017, a tradução de De Roos de Makt Myrkranna para o inglês foi publicada. A publicação levou o estudioso sueco Rickard Berghorn a apontar que muito de Makt Myrkranna é baseado na serialização de Mörkrets Makter em Dagen em 1899–1900. De Roos disse à jornalista islandesa Anna Margrét Björnsson:
Ninguém viu isso chegando. Nem meus colegas de pesquisa, nem meu editor, nem minha amiga Simone Berni, da Itália, especialista nas primeiras traduções de Drácula. Por mais de cem anos, Makt Myrkranna, a adaptação islandesa de Drácula, não é conhecida fora da Islândia, exceto pelo prefácio aparentemente de autoria do próprio Bram Stoker. Evidentemente, aqueles na Islândia que estavam familiarizados com as modificações de Valdimar Ásmundsson não reconheceram sua importância para os Estudos de Drácula no Reino Unido ou nos Estados Unidos. E, ao contrário, os pesquisadores de língua inglesa nunca se preocuparam em tentar ler o texto islandês. Eu tive que aprender islandês, apenas para entender a essência da questão. Agora acontece que o mesmo está acontecendo na Suécia. Vários especialistas suecos já estavam familiarizados com uma versão inicial de Drácula, publicada em série nos jornais suecos Dagen e Aftonbladet a partir de 10 de junho de 1899. Mas ninguém nunca prestou atenção nisso, até que Rickard Berghorn leu sobre minha tradução para o inglês de Makt myrkranna e percebeu que esta versão sueca – ainda mais antiga – tinha um título idêntico. Mörkrets makter, como é o título da serialização sueca, significa exatamente o mesmo que Makt myrkranna: Poderes das Trevas. Foi assim que ele fez a ligação entre a versão sueca e a islandesa. Primeiro ele assumiu que Makt myrkranna seria uma tradução direta da publicação sueca, mas depois descobriu que o texto sueco é mais completo e contém cenas que não são descritas em Drácula nem em Makt myrkranna. E o louco Renfield ainda está na história, entre outros." 
De Roos afirmou que a descoberta de Berghorn mudou o foco de sua pesquisa, pois agora seria necessário examinar a relação entre Stoker e Harald Sohlman, o editor de Dagen e Aftonbladet, acrescentando que estava "...se entrega na criação dessa versão mais erótica e mais política. Rickard, pelo menos, acredita que sim".